# Диспут святого Стефана
«Диспут святого Стефана» або «Диспут святого Стефана з вченими у Синедріоні» (італ. Disputa di santo Stefano) — картина італійського живописця Вітторе Карпаччо (бл. 1465–1525/26), представника доби Раннього Відродження. Створена приблизно у 1514 році. З 1808 року зберігається в колекції Пінакотеки Брера у Мілані. 

## Опис
Входить до циклу з 5-ти картин, присвячених святому Стефану.
Полотно замовило братство Скуола-дей-Ланері у Венеції (конгрегація виробників вовни), яке стало четвертим у циклі із 5-ти картин (одна з них втрачена). Нині ці полотна розкидані по різним музеям світу (Берлін, Париж, Штутгарт). Від тієї ж конгрегації у пінакотеку поступив і триптих Франческо Біссоло (1470/72—1554), який колись знаходився на вівтарі братства.
На цій картині зображено святого Стефана, який веде диспут з вченими у Синедріоні. Художник створив чистоту світла і обрисів, прозорість, яка виникає від відчуття простору, незвичну суміш екзотизму (будівлі на фоні, птахи на передньому плані, східні мудреці, з якими натхненно дискутує святий Стефан) і реалізму (в особливості портрети членів братства, одягнених у довге чорне і червоне вбрання). Панорама будівель і пам'ятників на фоні, що представляє аналогію стилів і напрямків, передає «східний» характер Венеції (свідчення еклектичного декоративного стилю, який був притаманний венеціанській архітектурі того часу).
Знизу картини на двох колонах міститься підпис художника і дата створення.